# Засів (журнал)
«Засів» — журнал Маньчжурської української окружної ради у місті Харбін. 
1-ше число датоване 5 листопада 1917. 
Редактор ом був Степан Кукуруза – один із засновників і активістів українського православного братства Покрови Пресвятої Богородиці, яке відкрило восени 1918 єдину на Далекому Сході  парафію української православної церкви. 
2-ге число часопису Засів датоване 15 листопада 1917. 
Журнал видавався 1917–18. Наклад та кількість чисел, що вийшли, невідомі.